# Lev A.C. Rosen
Lev A.C. Rosen é um escritor norte-americano, autor do aclamado livro All Men of Genius (em português: Sociedade dos Meninos Gênios). Cresceu em Manhattan, frequentou o Oberlin College e obteve mestrado em Redação Criativa no Sarah Lawrence College. Seu trabalho tem recebido destaque na revista Esopus. Ele escreveu artigos sobre steampunk, pós-modernismo, e escreve para vários blogs, incluindo booklifenow e tor.com, e foi entrevistado sobre a escrita por várias revistas e blogs, incluindo Clarkesworld e USA Today. Continua morando em Manhattan, onde leciona escrita criativa.